# Heinrich Schmieder
Heinrich Schmieder (Schwäbisch Hall, 14 de fevereiro de 1970 - Livigno, 21 de julho de 2010) foi um ator alemão.

## Biografia
Heinrich Schmieder era filho de imigrantes albaneses. Entre 1991 e 1994 ele estudou na escola internacional de teatro Zinner Studio em Munique.
De 1999 a 2001, Schmieder interpretou o Comissário Tobias von Sachsen na série de TV Tatort transmitido pela Radio Bremen. Ele apareceu ao lado de Heino Ferch e Sebastian Koch no filme O túnel no papel de Theo Lohmann. Em 2003 ele foi indicado para o Prêmio Alemão de Televisão de melhor ator. Em 2004, ele foi dirigido por Oliver Hirschbiegel no papel de Rochus Misch no filme Der Untergang. Juntou-se a Academia Alemã de Cinema em 2005.
Schmieder morreu em 21 de Julho de 2010 aos 40 anos de idade num hotel em Livigno, Italia enquanto participava do Bike Transalp. Ele deixou esposa e dois filhos.

## Filmografia
- 1992-2006: Tatort(Série de TV)
- 1995-1996: Against the Wind(Série de TV)
- 1998: The Bubi Scholz Story
- 2000: Anniversaries
- 2001: O Túnel
- 2001: Dead Man
- 2002: Wie die Karnickel|Like Rabbits
- 2002: Extreme Ops
- 2003: Man Bites Fashion
- 2004: Hunger for Life
- 2004: The Fall
- 2004: Der Untergang
- 2005: Margarete Steiff
- 2005-2008: A Case for BARZ(Série de TV)
- 2006: Warchild
- 2006: Under Suspicion(Série de TV)
- 2007: Prague Embassy
- 2008: So
- 2008: The Suspicion
- 2008: The Story of Brandner Kaspar
- 2009: Flight into the Night - The Accident at Überlingen
- 2009: Hitler in Court
- 2010: Metropolitan Area(Série de TV)

## Premiações
- Indicado ao Prêmio Alemão de Televisão